# Republic F-84F Thunderstreak
Republic F-84F Thunderstreak là một loại máy bay tiêm kích-bom phản lực cánh xuôi do Hoa Kỳ chế tạo. F-84F là một thiết kế mới so với loại F-84 Thunderjet cánh thẳng. RF-84F Thunderflash là phiên bản trinh sát không ảnh.

## Thiết kế và phát triển
Năm 1949, Republic đã phát triển một phiên bản cánh xuôi của F-84 với hy vọng sẽ mang lại hiệu suất như F-86. Loạt sản phẩm cuối cùng của F-84E được sửa lại với cánh đuôi ngả về sau, cánh chính mới có góc xuôi diềm trước là 38,5 độ, góc nhị diện là 3,5 độ, và một động cơ J35-A-25 engine tạo lực đẩy 5.300 pound (23,58 kN). Chiếc máy bay này được định danh là XF-96A. Nó bay lần đầu vào ngày 3/6/1950, do Otto P. Haas điều khiển. Dù XF-96A có thể đạt vận tốc 602 knots (693 mph, 1.115 km/h), nhưng hiệu suất này so với F-84E thì tăng không đáng kể. Tuy nhiên, quân đội vẫn đặt mua nó, XF-96A được đưa vào sản xuất tháng 7/1950 với tên chính thức là F-84F Thunderstreak. Tên định danh F-84 được giữ lại vì dự kiến đây là một sự cải tiến chi phí thấp của loại Thunderjet cánh thẳng, chúng có chung hơn 55% thiết bị dùng chung.

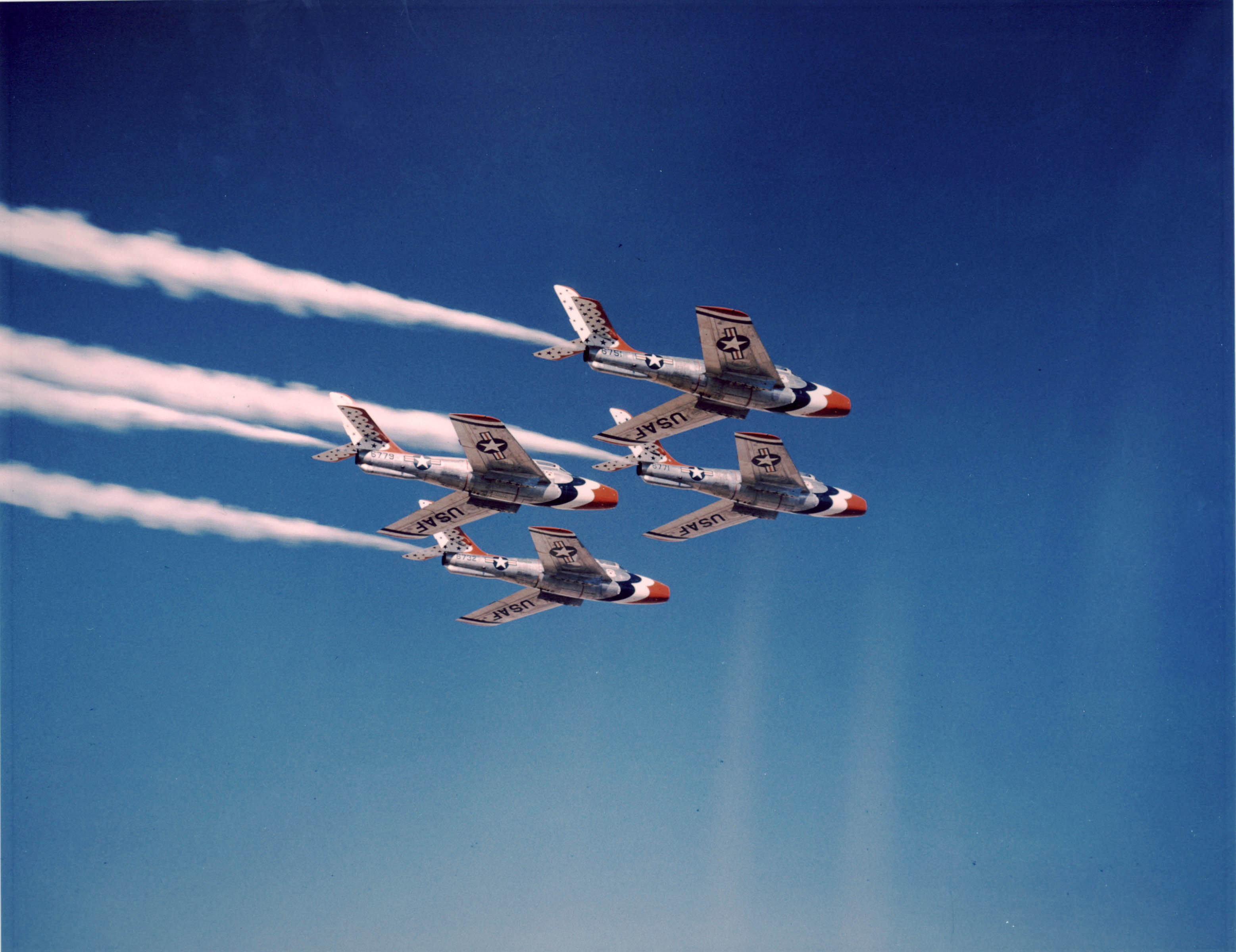
F-84F Thunderstreaks thuộc USAF Thunderbirds

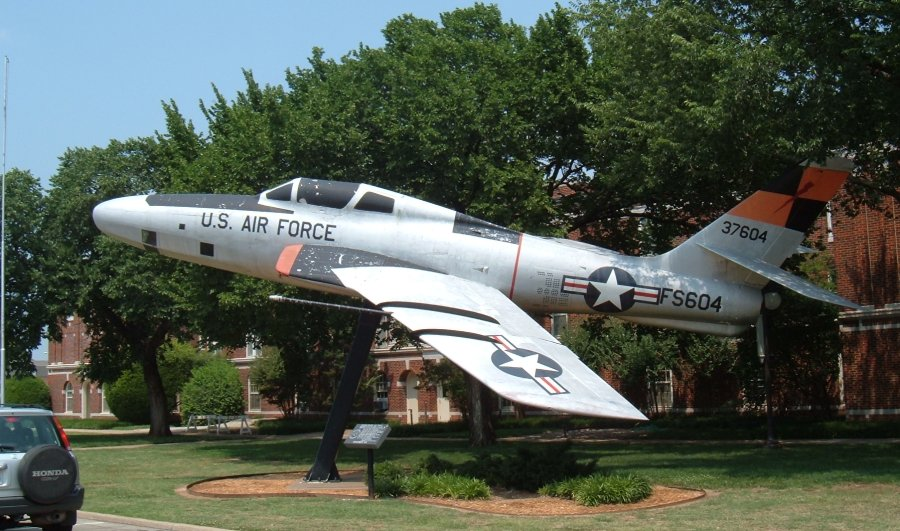
RF-84F Thunderflash, phiên bản trinh sát của loại F-84F cánh xuôi

Cùng lúc đó, USAF hy vọng cải thiện hiệu suất bay trên độ cao lớn từ một động cơ mạnh hơn, họ đã mua giấy phép để sản xuất loại động cơ phản lực Armstrong Siddeley Sapphire của Anh tại Mỹ với tên gọi Wright J65. Để chứa động cơ lớn hơn, YF-84F với động cơ Sapphire do Anh chế tạo cũng như những chiếc F-84F thành phẩm với J65 có thân được kéo dài, có khe hút khí hình ovan. Sự chậm trễ trong sản xuất F-84F đã buộc USAF phải đặt mua một số máy bay F-84G cánh thẳng như một giải pháp tạm thời.
Việc sản xuất nhanh chóng nảy sinh vấn đề. Dù dùng chung 55% thiết bị với Thunderjet, nhưng trong thực tế chỉ có 15% thiết bị là có thể tái sử dụng. Vấn đề trở nên tồi hơn khi F-84F sử dụng xà dọc và khung sườn cánh nén ép. Lúc đó, chỉ có 3 máy ép ở Hoa Kỳ có thể chế tạo những thứ đó, và ưu tiên được dành cho máy bay ném bom Boeing B-47 Stratojet chứ không phải là F-84. Động cơ YJ65-W-1 cũng bị xem là lạc hậu và J65-W-3 cải tiến phải đến năm 1954 mới có. Khi F-84F thành phẩm đầu tiên bay vào ngày 22/11/1952, nó khác với máy bay thử nghiệm. Nó có nắp buồng lái khác mở sang bên thay vì mở về phía sau, cũng như phanh ở hai bên thân thay vì ở dưới máy bay. F-84F bị coi như không đủ sẵn sàng cho triển khai hoạt động do các vấn đề về điều khiển và ổn định. 275 chiếc đầu tiên, trang bị cánh đuôi thăng bằng thông thường dẫn đến một số vấn đề khi máy bay tăng tốc và bay ở vận tốc chiến đấu. Bắt đầu với Block 25, vấn đề đã được giải quyết với việc trang bị stabilator một mảnh điều khiển bằng thủy lực. Một lượng máy bay cũng được trang bị tấm lái ngang để cải thiện việc điều khiển ở vận tốc cao. Do đó, tới tận 12/5/1954 F-84F mới được đưa vào trang bị.

## Lịch sử hoạt động
Dự án Run In hoàn thành các thử nghiệm vận hành vào tháng 11/1954 và F-84F đã làm hài lòng USAF cũng như tốt hơn đáng kể so với F-84G. Tuy nhiên, động cơ thất bại liên tục dẫn tới toàn bộ máy bay vẫn nằm ở căn cứ vào đầu năm 1955. Ngoài ra, động cơ J65 tiếp tục bị bốc cháy khi bay qua mưa hoặc tuyết lớn. Do những vấn đề đó, hoạt động thường trực bị lùi lại cho đến khi F-84F bắt đầu được trang bị năm 1954, và được hoàn thành năm 1958. Căng thẳng gia tăng ở Đức liên quan tới việc xây dựng Bức tường Berlin năm 1961 dẫn tới một tái sử dụng một phi đội F-84F. Năm 1962, phi đội ngừng hoạt động do vài vấn đề về thanh điều khiển. Tổng cộng phi công bay được 1.800 giờ khi máy bay vận hành đẩy đủ. Chúng ngừng hoạt động vào năm 1964, do bị ăn mòn quá nhiều nên những chiếc F-84 của ANG cũng phải nghỉ hưu vào năm 1971.
F-84F ít tham gia vào các cuộc đụng độ trên không, sự kiện nổi bật nhất là vụ 2 chiếc F-84F Thunderstreak của Không quân Thổ Nhĩ Kỳ bắn hạ 2 chiếc máy bay ném bom Il-28 Beagle của Iraq khi đang vượt biên giới Thổ Nhĩ Kỳ do nhầm lẫn trong một chiến dịch ném bom chống lại quân nổi dậy người Kurd ở Iraq, vụ này diễn ra vào ngày 16/8/1962.

## Thunderflash

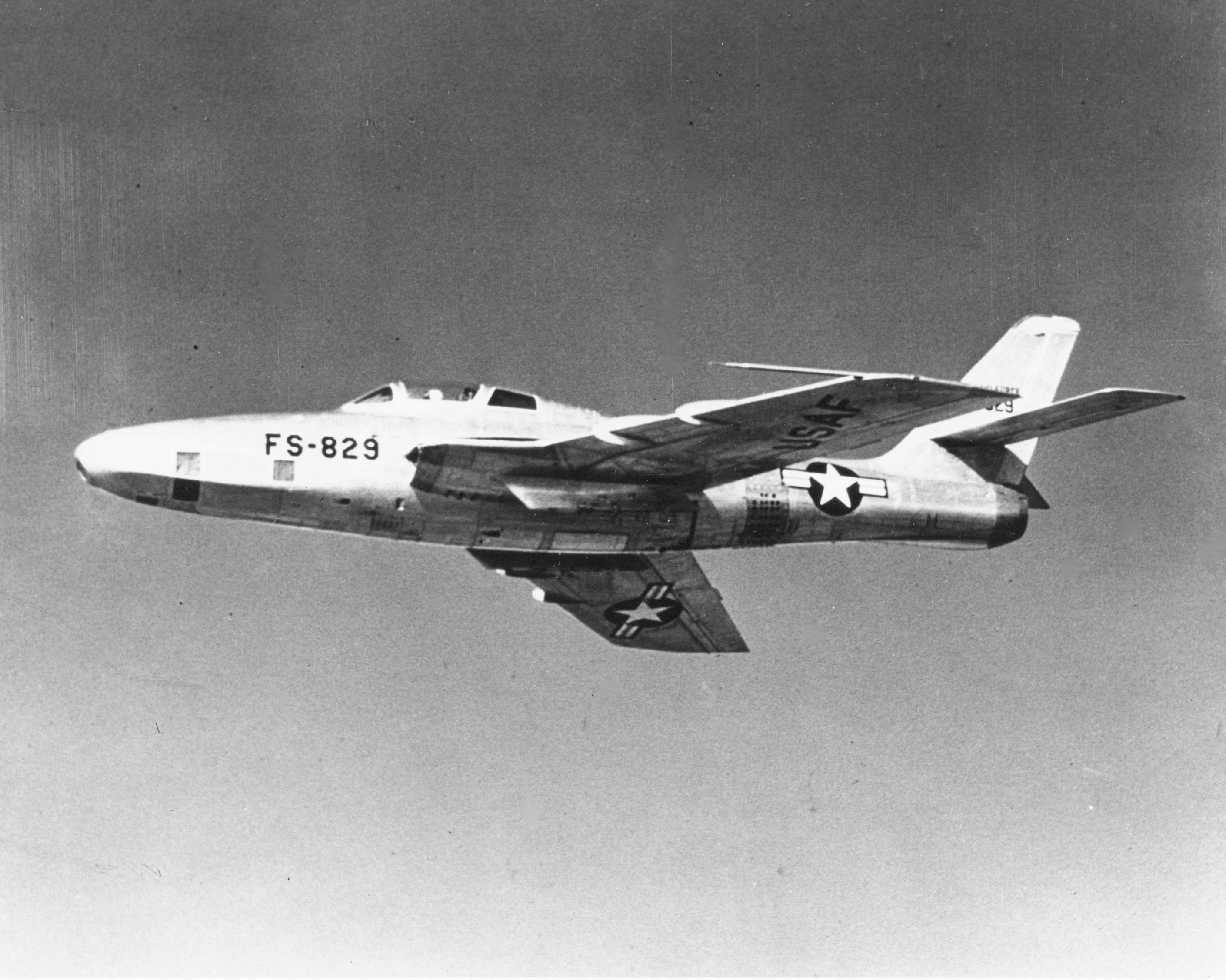
RF-84F Thunderflash, phiên bản trinh sát của F-84F Thunderstreak.

Mẫu thử YF-84F thứ hai được hoàn thành với khe hút khí ở gốc cánh. Thường thì người ta sẽ không thiết kế như vậy cho máy bay tiêm kích vì sẽ khiến máy bay mất lực đẩy. Tuy nhiên, điều này lại được thực hiện do vị trí của máy ảnh trong mũi và thiết kế được thông qua cho phiên bản trinh sát RF-84F Thunderflash. Chiếc YRF-84F đầu tiên được hoàn thành vào tháng 2/1952. Chiếc máy bay này giữ lại 4 khẩu súng máy và có thể mang tới 15 máy ảnh. Những đổi mới gồm điều khiển bằng máy tính, máy tính sẽ điều khiển máy ảnh thiết lập các thông số về ánh sáng, vận tốc và độ cao, một kính ngắm cho phi công, giúp phi công có tầm nhìn trực quan tốt hơn về mục tiêu, một máy ghi âm để phi công thuật lại quan sát của mình. Do cùng phát triển từ một mẫu thử nên Thunderflash cũng bị chậm trễ trong khâu sản xuất và cán vấn đề động cơ, nên cho đến tận tháng 3/1954 chúng mới được đưa vào trang bị. Nó nghỉ hưu vào năm 1957, chỉ được sử dụng lại vào năm 1961 và thực sự nghỉ hưu từ ANG vào năm 1972.
Một số chiếc Thunderflash sửa đổi cũng được sử dụng trong Dự án FICON.

### Thunderstreak
Thunderstreak có hiệu suất cất cánh kém như với loại Thunderjet cánh thẳng dù có một động cơ mạnh hơn. Trong thực tế, gần 700 pound (3,11 kN) hay 10% tổng lực đẩy do động cơ tạo ra đã bị mất vì J65 đặt ở góc và họng xả có một chỗ uốn khá lớn. Nếu một ngày có nhiệt độ cao thì quãng đường băng cần để máy bay chạy đà cất cánh lên tới 7.500 feet (2.285 m). Tốc độ cất cánh thường đạt khoảng 160 knots (185 mph, 300 km/h). Giống như Thunderjet, loại Thunderstreak có khả năng bay hành trình rất tốt và khả năng xử lý linh hoạt. Giống như mẫu máy bay trước đó, nó cũng bị chòng chành khi bay ở vận tốc lớn và cánh dễ bị rời ra khỏi thân. Ngoài ra, momen quay của F-84F thực tế khó khôi phục lại được và nó chỉ khôi phục lại được ở độ cao dưới 10.000 feet (3.000 m).
Với sự xuất hiện của F-105 Thunderchief cũng có khe hút khí đặt ở gốc cánh, Thunderstreak nhanh chóng trở thành Thud's Mother. Trước đó F-84A cũng được đặt biệt danh là "Hog" và F-84F là "Super Hog", F-105 là "Ultra Hog".
Vào giữa thập niên 1960, F-84F bị thay thế bởi loại North American F-100 Super Sabre, còn RF-84F do loại RF-101 Voodoo thay thế trong biên chế của các đơn vị USAF, sau khi bị thay thế chúng được chuyển xuống phục vụ trong lực lượng Không quân Vệ binh Quốc gia. Chiếc F-84F Thunderflash cuối cùng rút khỏi biên chế của ANG vào năm 1971. 3 chiếc RF-84F của Không quân Hy Lạp đến năm 1991 mới ngừng hoạt động và đó là những chiếc F-84 cuối cùng ngừng hoạt động.
Tác giả Richard Bach của cuốn sách bán chạy Jonathan Livingston Seagull, từng là phi công lái F-84F của ANG phục vụ ở châu Âu. Trong cuốn sách đầu tiên của mình có tựa đề Stranger to the Ground, miêu tả chi tiết chuyến bay của Thunderstreak trong hành trình bay ban đêm từ Anh tới Pháp khi thời tiết không thuận lợi.

## Biến thể

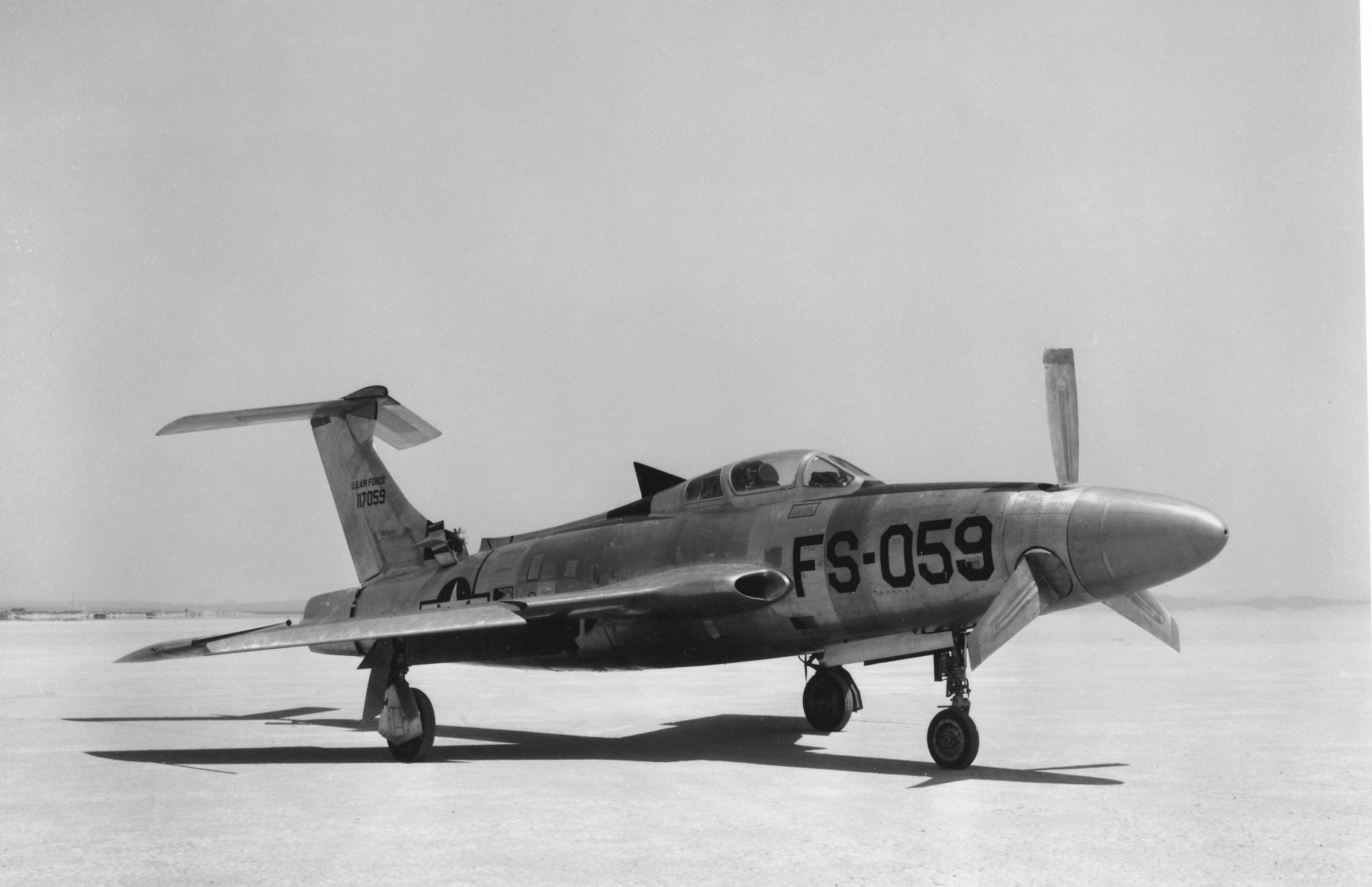
Mấu thử Republic XF-84H Thunderscreech

YF-84F2 mẫu thử cánh xuôi của F-84F, tên định danh ban đầu là YF-96.
F-84F ThunderstreakPhiên bản cánh xuôi với động cơ Wright J65. Bộ chỉ huy không quân chiến thuật có các máy bay được trang bị hệ thống ném bom ở độ cao thấp (LABS) để ném bom hạt nhân. 2.711 chiếc được chế tạo, 1.301 chiếc được chuyển cho NATO trong Chương trình Hỗ trợ Quốc phòng (MDAP).
GRF-84F25 chiếc RF-84F được chuyển đổi để có thể được phóng đi từ khoang quân khí của máy bay ném bom GRB-36F thuộc dự án FICON. Sau này chúng được định danh là RF-84K.
RF-84F ThunderflashPhiên bản trinh sát của F-84F, 715 chiếc được chế tạo.
XF-84H2 chiếc F-84F được chuyển đổi thành máy bay thử nghiệm. Mỗi chiếc lắp một động cơ phản lực cánh quạt Allison XT40-A-1 có công suất 5.850 mã lực (4.365 kW). Đội kỹ thuật mặt đất gọi XF-84H là Thunderscreech do độ ồn lớn.
YF-84J2 chiếc F-84F được chuyển đổi thành mẫu thử YF-84J với cửa hút khí lớn hơn và thân dài hơn cho động cơ General Electric J73; YF-84J đạt được vận tốc Mach 1,09 vào ngày 7/4/1954. Dự án bị hủy bỏ do chi phí quá lớn.

## Quốc gia sử dụng
Bỉ

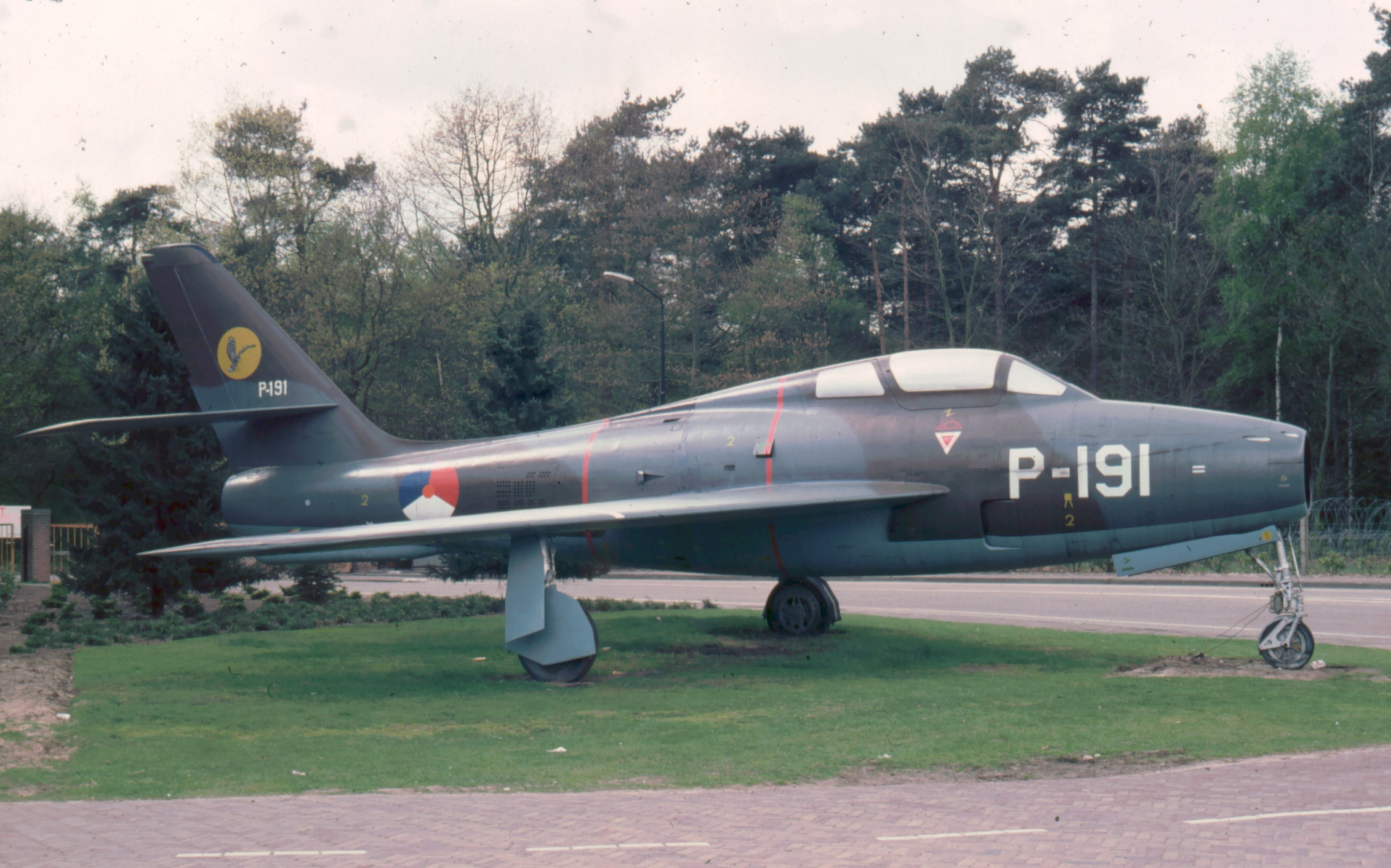
F-84F thuộc Không quân Hoàng gia Hà Lan

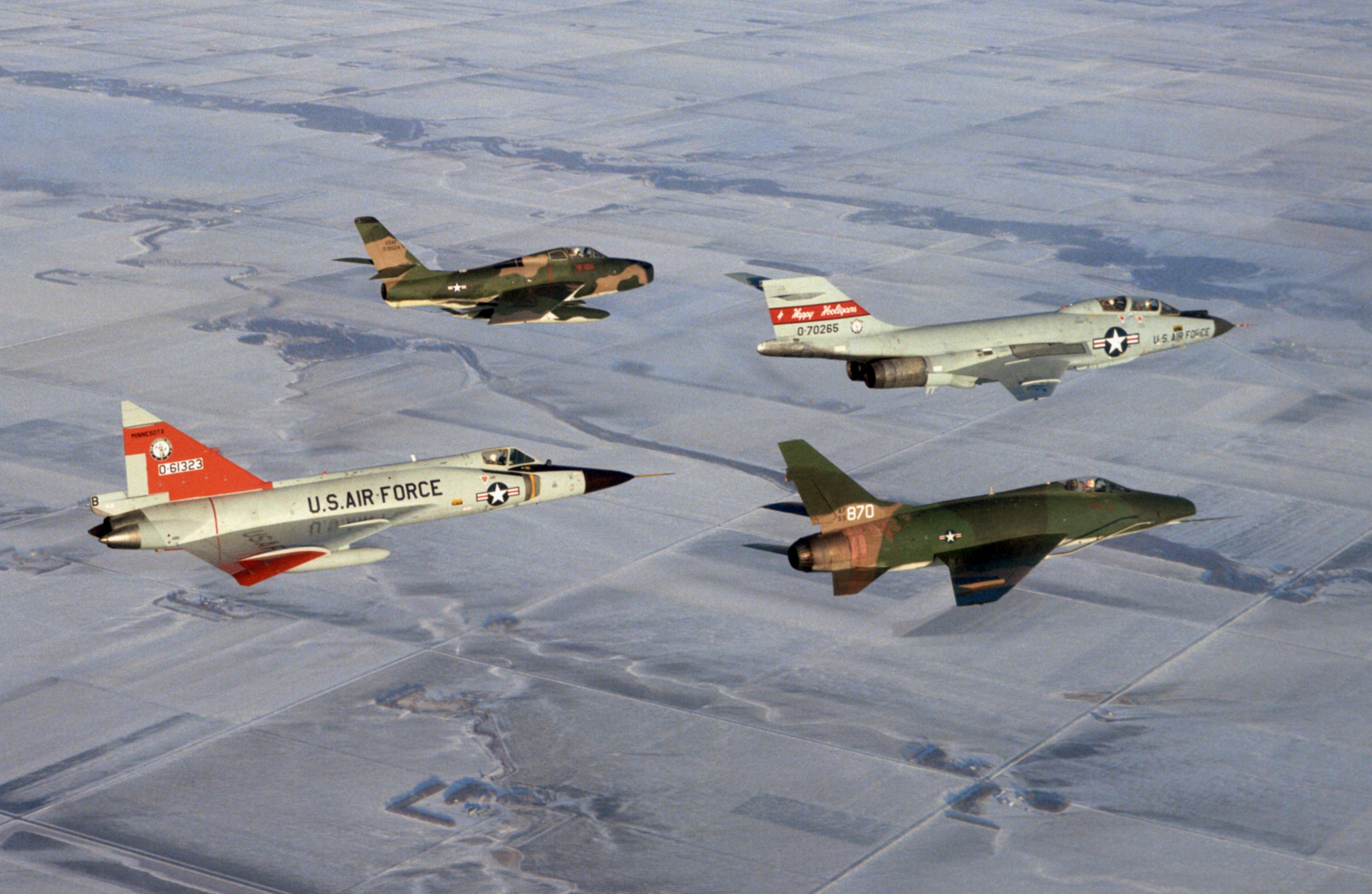
F-84F, F-100D, F-101B và F-102A thuộc Không quân Vệ binh quốc gia Hoa Kỳ (ANG)

- Không quân Bỉ (197 x F-84F, 34 x RF-84F vận hành từ 1955)

 Đài Loan
- Không quân Trung Hoa Dân quốc

 Đan Mạch
- Không quân Hoàng gia Đan Mạch

 Pháp
- Không quân Pháp

 Đức
- Luftwaffe

 Hy Lạp
- Không quân Hy Lạp

 Iran
- Không quân Đế quốc Iran

 Ý
- Không quân Italy

 Hà Lan
- Không quân Hoàng gia Hà Lan

 Na Uy
- Không quân Hoàng gia Na Uy

 Bồ Đào Nha
- Không quân Bồ Đào Nha

 Thổ Nhĩ Kỳ
- Không quân Thổ Nhĩ Kỳ

 Hoa Kỳ
- Không quân Hoa Kỳ

 Nam Tư
- Không quân Liên bang Cộng hòa Xã hội chủ nghĩa Nam Tư

## Tính năng kỹ chiến thuật (F-84F)
Dữ liệu lấy từ Fighters of the United States Air Force, Combat Aircraft since 1945

### Đặc điểm riêng
- Tổ lái: 1
- Chiều dài: 43 ft 4¾ in (13,23 m)
- Sải cánh: 33 ft 7¼ in (10,25 m)
- Chiều cao: 14 ft 4¾ in (4,39 m)
- Diện tích cánh: 325 ft² (30 m²)
- Trọng lượng rỗng: 13.830 lb (5.200 kg)
- Trọng lượng cất cánh tối đa: 28.000 lb (12.701 kg)
- Động cơ: 1 động cơ phản lực Wright J65-W-3, lực đẩy 7.220 lbf (32,2 kN)

### Hiệu suất bay
- Vận tốc cực đại: 695 mph (604 knots, 1.119 km/h)
- Tầm bay: 810 mi (704 nmi, 1.304 km) với 2 thùng nhiên liệu phụ
- Trần bay: 46.000 ft (14.000 m)
- Vận tốc lên cao: 8.200 ft/min (42 m/s)
- Lực nâng của cánh: 86 lb/ft² (423 kg/m²)

### Vũ khí
- 6 khẩu Browning M3.50 in (12,7 mm)
- 6,000 lb (2,727 kg) rocket và bom, gồm 1 quả bom nguyên tử Mark 7

### Hệ thống điện tử
- Hệ thống ngắm A-1CM hoặc A-4 với radar APG-30 hoặc radar đo xa MK-18.

## Tai nạn
- Năm 1955 ở Anh, phi công Bud Day đã thoát nạn khi phóng ra khỏi một chiếc F-84 bị cháy động cơ.
- 29/8/1961, một chiếc F-84F của Không quân Pháp đã cắt phải một dây cáp của tàu điện trên không ở Mont Blanc, giết chết 6 người và khiến 81 người mắc kẹt. Phi công đang thực nhiệm vụ trinh sát và không biết gì về tai nạn cho đến khi hạ cánh.[6]
- Ngày 14/9/1961, 2 chiếc F-84F của Tây Đức thuộc Luftwaffe bay qua không phận của Đông Đức do lỗi dẫn đường, cuối cùng đã hạ cánh ở Sân bay Berlin Tegel, tránh được một số lượng lớn các máy bay tiêm kích của Liên Xô. Sự kiện này xảy ra vào một thời điểm lịch sử khó khăn trong thời gian Chiến tranh Lạnh, một tháng sau khi Bức tường Berlin được xây dựng.[7]

### Máy bay có cùng sự phát triển
- Republic F-84 Thunderjet
- Republic XF-84H Thunderscreech
- RF-84K FICON
- Republic XF-91 Thunderceptor
- Republic F-105 Thunderchief

### Máy bay có tính năng tương đương
- Dassault Mystère
- de Havilland Venom
- Grumman F9F Cougar
- Saab 32 Lansen